# Pharrell Williams
Pharrell Williams, även kallad Skateboard P, född den 5 april 1973 i Virginia Beach, Virginia, är en amerikansk sångare, rappare, låtskrivare, musikproducent, modedesigner och entreprenör. 
Williams är främst känd som en av musikproducenterna i duon The Neptunes samt bildar tillsammans med Chad Hugo och Shae Haley bandet N.E.R.D. Pharrell har producerat många låtar för artister som Snoop Dogg, Justin Timberlake, Gwen Stefani, Jay-Z, NSYNC, Britney Spears, Nelly, Swedish House Mafia med flera.

## Biografi
Pharrell Williams är den äldsta av tre söner till snickaren Pharaoh Williams och läraren Carolyn Williams. I klass sju blev Williams kamrat med Chad Hugo. De började arbeta tillsammans med att mixa beats och att spela i olika lokala band. År 1992, när de två gick på olika gymnasier i Virginia Beach, lanserade de sin första låt, Rump Shaker. Senare började de också att skriva låtar åt kända hiphop-artister, såsom N.O.R.E. (Noreaga), SWV, Total och Mase.
År 2002 skrev och producerade Williams rapparen Nellys singel Hot In Here. Singeln kom etta på listorna i både USA och Storbritannien. Han upprepade senare succén med att producera låten I'm a Slave 4 U åt Britney Spears.
Det var dock inte förrän sommaren år 2003 som Pharrell släppte sin första solosingel, Frontin' tillsammans med Jay-Z.
Det svenska bandet The Hives fick två spår producerade på hans album The Black And White Album som släpptes 2007. 2008 producerade Williams stora delar av Madonnas album Hard Candy. På Shakiras album She Wolf (2009) återfinns flera spår producerade av honom. Han sjunger på Swedish House Mafias låt One (Your name) (2010) som blev känd i Europa och Nordamerika.
Pharrell Williams driver även klädeslinjen Billionaire Boys Club tillsammans med den japanska modeikonen Nigo.
2013 samarbetade han med Daft Punk på deras album Random Access Memories, bland annat sjunger han på singeln Get Lucky. Bland de musikaliska gästerna på albumet och singeln märks Nile Rodgers från Chic.  
2014 blev Pharrell Williams nominerad till en Oscar för bästa sång för låten "Happy" från den animerade långfilmen Dumma mej 2. Happy nådde #1 på Billboard Hot 100. 2015 vann Williams en Grammy för albumet Girl i kategorin Urban contemporary album. 2017 nominerades Williams som producent till en Oscar för bästa film för filmen Dolda tillgångar.

## Soloalbum
- In My Mind (2006)

Låtlista
- -     1. Pharrell - 01 - Can I Have It Like That (Feat. Gwen Stefani)
    2. Pharrell - 02 - How Does It Feel
    3. Pharrell - 03 - Raspy Shit
    4. Pharrell - 04 - Best Friend
    5. Pharrell - 05 - You Can Do It Too
    6. Pharrell - 06 - Keep It Playa (Feat. Slim Thug)
    7. Pharrell - 07 - That Girl (Feat. Snoop Dogg)
    8. Pharrell - 08 - Angel
    9. Pharrell - 09 - Young Girl (Feat. Jay-Z)I Really Like You
    10. Pharrell - 10 - Take It Off
    11. Pharrell - 11 - Stay With Me (Dim The Lights) (Feat. Pusha T)
    12. Pharrell - 12 - Baby (Feat. Nelly)
    13. Pharrell - 13 - Our Father
    14. Pharrell - 14 - Number One (Feat. Kanye West)
    15. Pharrell - 15 - Skateboard P Presents Show You How To Hustle (Feat. Lauren)

- Girl (2014)